# Le Gendarme incompris

Le Gendarme incompris est une pièce en un acte écrite en 1920 par Jean Cocteau et Raymond Radiguet et mise en musique par Francis Poulenc.
La pièce met en scène trois personnages : le commissaire Médor (interprété par Pierre Bertin), un gendarme nommé La Pénultième dont les répliques sont tirées d'un poème des Divagations de Stéphane Mallarmé, et une vieille dame, la Marquise de Montonson.
Elle n'est jouée publiquement qu'une fois, le 24 mai 1921, en plus de la répétition générale de la veille. Deux autres séances étaient prévues le 25 et le 26 mai.